# Vișinii, Călărași
Vișinii (în trecut, Fleva) este un sat în comuna Independența din județul Călărași, Muntenia, România.